# William van Alen
William van Alen (10 de agosto de 1883-24 de mayo de 1954) fue un arquitecto norteamericano, conocido especialmente por el diseño del Edificio Chrysler (1929) de Nueva York.

## Biografía

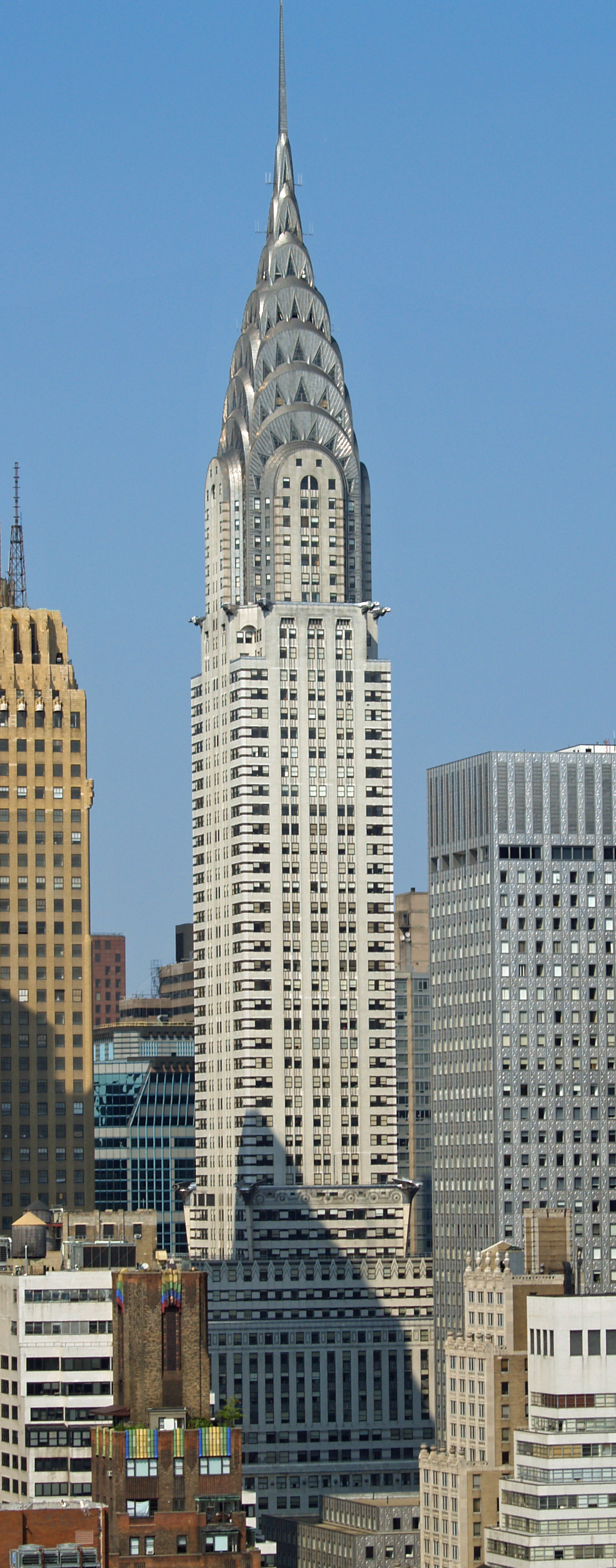
Chrysler Building

William van Alen nació en el barrio de Brooklyn, Nueva York, en 1883. Cursó estudios en el Pratt Institute de su barrio natal, Brooklyn, y en sus comienzos trabajó en el estudio de Clarence True.
Posteriormente trabajó para diferentes empresas neoyorquinas hasta que en 1908 ganó el prestigioso premio Lloyd Warren Fellowship otorgado por la Beaux-Arts Institute of Design de Nueva York, marchándose a estudiar a París con Victor Laloux, uno de los arquitectos europeos más destacados de la belle époque, lo que influyó decisivamente en sus diseños a su regreso a Estados Unidos en 1911, donde se asoció con H. Craig Severance, construyendo algunos de los edificios más significativos de la ciudad de Nueva York.
Ya en solitario, Van Allen diseñó el Edificio Chrysler, rascacielos considerado el icono arquitectónico del art déco.